# 99e régiment d'artillerie automotrice de la Garde
Pour les articles homonymes, voir 99e régiment.
Le 99e régiment d'artillerie automotrice de la Garde (en russe : 99-й гвардейский самоходный артиллерийский полк, abrégé 99 гв. сап), de son nom complet le 99e régiment d'artillerie automotrice de la Garde « Pomeranskiï » des ordres du Drapeau rouge, de Souvorov et de Koutouzov  (en russe : 99-й гвардейский самоходный артиллерийский Померанский Краснознамённый, орденов Суворова и Кутузова полк), est une unité des troupes de missiles et d'artillerie de l'armée de terre russe (n° d'unité 91727).
Le régiment fait partie de la 3e division de fusiliers motorisés de la 20e armée combinée de la Garde du district militaire ouest, basée dans la ville de Bogoutchar, dans l'oblast de Voronej.

## Historique
Son histoire remonte au 571e régiment d'artillerie de la 154e division de fusiliers (ru). Le 26 décembre 1942, le régiment est réorganisé en 99e régiment d'artillerie de la Garde de la 47e division de fusiliers de la Garde de l'Armée rouge,.
À la fin des années 1980, le 99e régiment d'artillerie automotrice de la Garde (n° d'unité 58367) fait partie de la 47e division de chars de la Garde de la 3e armée interarmes de l'Armée de terre soviétique et est stationné en RDA à Magdebourg. Lors de cette période, le 99e régiment est armé de 36 2S3, 18 Grad, 3 PRP-3, 3 1V18, 1 R-156BTR.
Après la dissolution du groupement des forces armées soviétiques en Allemagne, le régiment, avec d'autres unités de la 47e division de chars de la Garde, est retiré en 1993 dans le district militaire de Moscou, dans le village de Moulino.
En 1997, avec la dissolution de la 47e division blindée de la Garde, le régiment (n° d'unité 52157) est transféré dans la 3e division de fusiliers motorisés.
En 2009, le 99e régiment est dissous lors de la réforme des forces armées russes.
En 2021, le 99e régiment fait partie de la 3e division de fusiliers motorisés, reformée en 2016,.